# The Divine Comedy (альбом)
The Divine Comedy — дебютний студійний альбом співачки Мілли Йовович, що вийшов 5 квітня 1994 року.

## Відомості про альбом
Сингл «Gentleman Who Fell» був у складі саундтреку фільму «Правила сексу».
Джон Макеллі з «Rolling Stone» оцінив альбом як «примітний».

## Композиції
1. The Alien Song — 4:45
2. Gentleman Who Fell — 4:39
3. It’s Your Life — 3:45
4. Reaching From Nowhere — 4:10
5. Charlie — 4:10
6. Ruby Lane — 4:36
7. Bang Your Head — 3:23
8. Clock — 4:15
9. Don’t Fade Away — 5:43
10. You Did It All Before — 3:58
11. In a Glade — 2:27